# Atractus serranus
Atractus serranus — вид змій родини полозових (Colubridae). Ендемік Бразилії.

## Поширення і екологія
Atractus serranus мешкають в передгір'ях гірського хребта Серра-ду-Мар в штаті Сан-Паулу. Вони живуть у вологих атлантичних лісах, на висоті від 700 до 1000 м над рівнем моря.

## Збереження
МСОП класифікує цей вид як вразливий. Atractus serranus загрожує знищення природного середовища.